# Ленинакан (хутор)
Ленинакан — хутор в Мясниковском районе Ростовской области. Входит в Краснокрымское сельское поселение.
Хутор расположен на территории водосборного бассейна реки Сухой Чалтырь и рядом с городом Ростов-на-Дону.
В хуторе существует заброшенная ферма, которая перестала работать в 90-х. Планируется к 2020 году построить детский сад, работает Фельдшерско-акушерский пункт, и есть Сельский Дом Культуры, где часто проходят концерты. Во второе воскресенье сентября празднуется День Села.

## Население
| 2010 |
| ---- |
| 640  |